# Lamar Hunt U.S. Open Cup de 2019
A Lamar Hunt U.S. Open Cup de 2019 é a 106ª edição da US Open Cup. É a mais antiga competição em andamento nos Estados Unidos e será disputada por 84 equipes dentro so sistema de ligas de futebol nos Estados Unidos.
Os 84 participantes incluíram os 21 clubes da Major League Soccer e 25 clubes afiliados na USL Championship . A nova USL League One entrou em seus 6 clubes afiliados. O torneio de qualificação , realizado em 2018 e no início de 2019, determinou 7 equipes de ligas amadoras locais. Os 10 participantes da USL League Two e os 14 da National Premier Soccer League foram determinados com base nos resultados obtidos nessas ligas em 2018. A partir deste ano, o atual campeão da National Amateur Cup , o Milwaukee Bavarian SC , foi convidado para o torneio. O Houston Dynamo é o atual campeão.
Atlanta United FC foi o campeão após derrotar o Minnesota United na final.

## Calendário
| Fase             | Data do sorteio | Dia das partidas |
| ---------------- | --------------- | ---------------- |
| Primeira Fase    | 10 de abril     | 7–8 de maio      |
| Segunda Fase     | 17 de abril     | 14–15 de amio    |
| Terceira Fase    | 14 de maio      | 28–29 de maio    |
| Quarta Fase      | 30 de maio      | 11–12 de junho   |
| Oitavas de Final | 13 de junho     | 18–20 de junho   |
| Quartas de Final | 13 de junho     | 10 de julho      |
| Semifinais       | 11 de julho     | 6–7 de julho     |
| Final            | 11 de julho     | 27 de agosto     |

## Participantes
| Primeira Fase | Primeira Fase | Primeira Fase | Primeira Fase | Segunda Fase | Quarta Fase |
| USASA 8 times | NPSL 14 times | USL League Two 10 times | USL League One 6 times | USL Championship 25 times | MLS 21 times |
| - Academica SC - Cal FC - FC Denver - Florida Soccer Soldiers - Milwaukee Bavarian SC (2018 NAC champion) - NTX Rayados - Virginia United Football Club - West Chester United SC | - AFC Ann Arbor - Duluth FC - El Farolito - Erie Commodores FC - FC Baltimore - FC Motown - FC Mulhouse Portland - Laredo Heat - Little Rock Rangers - Miami FC - Midland-Odessa Sockers FC - New York Cosmos B - Orange County FC - Philadelphia Lone Star FC | - Black Rock FC - Brazos Valley Cavalry FC - Dayton Dutch Lions - Des Moines Menace - FC Golden State Force - Lakeland Tropics - New York Red Bulls U-23 - Reading United AC - South Georgia Tormenta FC 2 - The Villages SC | - Chattanooga Red Wolves SC - Forward Madison FC - Greenville Triumph SC - Lansing Ignite FC - Richmond Kickers - South Georgia Tormenta FC | - Austin Bold FC - Birmingham Legion FC - Charleston Battery - Charlotte Independence - Colorado Springs Switchbacks FC - El Paso Locomotive FC - Fresno FC - Hartford Athletic - Indy Eleven - Las Vegas Lights FC - Louisville City FC - Memphis 901 FC - Nashville SC - New Mexico United - North Carolina FC - OKC Energy FC - Orange County SC - Phoenix Rising FC - Pittsburgh Riverhounds SC - Reno 1868 FC - Sacramento Republic FC - Saint Louis FC - San Antonio FC - Tampa Bay Rowdies - Tulsa Roughnecks FC | - Atlanta United FC - Chicago Fire - Colorado Rapids - Columbus Crew SC - D.C. United - FC Cincinnati - FC Dallas - Houston Dynamo - LA Galaxy - Los Angeles FC - Minnesota United - New England Revolution - New York City FC - New York Red Bulls - Orlando City SC - Philadelphia Union - Portland Timbers - Real Salt Lake - San Jose Earthquakes - Seattle Sounders FC - Sporting Kansas City |

## Primeiro Round
O primeiro round da competição aconteceu nos dias 7 e 8 de maio. Com 19 jogos entres os times das divisões USASA (8 times), NPSL (14 times), USL League Two (10 times), USL League One (6 times). Os times foram pareados de acordo com a distância geográfica.
| Chave | Equipe 1                    | Total      | Equipe 2                  |
| ----- | --------------------------- | ---------- | ------------------------- |
| P1    | Richmond Kickers            | 6-2        | Virginia United FC        |
| P2    | Lakeland Tropics            | 1-1(7-8 p) | The Villages SC           |
| P3    | New York Red Bulls U-23     | 4-4(5-3 p) | FC Motown                 |
| P4    | FC Baltimore                | 1-1(4-5 p) | West Chester United SC    |
| P5    | South Georgia Tormenta FC 2 | 3-0        | Chattanooga Red Wolves SC |
| P6    | Milwaukee Bavarian SC       | 0-2        | Forward Madison FC        |
| P7    | Laredo Heat                 | 1-0        | Brazos Valley Cavalry FC  |
| P8    | Academica SC                | 1-2        | El Farolito               |
| P9    | Cal FC                      | 5-1        | FC Mulhouse Portland      |
| P10   | Orange County FC            | 2–0        | FC Golden State Force     |
| P11   | Erie Commodores FC          | 1-2        | Dayton Dutch Lions        |
| P12   | Reading United AC           | 2-1        | Philadelphia Lone Star FC |
| P13   | Greenville Triumph SC       | 1-0        | South Georgia Tormenta FC |
| P14   | Miami FC                    | 1-2        | Florida Soccer Soldiers   |
| P15   | New York Cosmos B           | 2-1        | Black Rock FC             |
| P16   | Little Rock Rangers         | 2-2(2-4 p) | NTX Rayados               |
| P17   | Des Moines Menace           | 1-1(3-1 p) | Duluth FC                 |
| P18   | Midland-Odessa Sockers FC   | 1-2        | FC Denver                 |
| P19   | Lansing Ignite FC           | 2-1        | AFC Ann Arbor             |

## Segundo Round
O segundo round da competição aconteceu nos dias 14 e 15 de maio. Com 22 jogos entres os 19 times campeões do primeiro round e os 25 clubes da USL Championship. Cada campeão do primeiro round enfrentou um time da USL Championship, e os 6 times restantes da Championship foram pareados entre si. A escolha dos duelos foi feita pela distância geográfica entre os times.
| Chave | Equipe 1                        | Total      | Equipe 2                    |
| ----- | ------------------------------- | ---------- | --------------------------- |
| P20   | Charlotte Independence          | 2-2(4-5 p) | Florida Soccer Soldiers     |
| P21   | Pittsburgh Riverhounds SC       | 3–0        | Dayton Dutch Lions          |
| P22   | Tampa Bay Rowdies               | 4-1        | The Villages SC             |
| P23   | Hartford Athletic               | 2-1        | New York Cosmos B           |
| P24   | Nashville SC                    | 3-2        | South Georgia Tormenta FC 2 |
| P25   | OKC Energy FC                   | 3-1        | NTX Rayados                 |
| P26   | Austin Bold FC                  | 2-0        | Tulsa Roughnecks FC         |
| P27   | San Antonio FC                  | 2-0        | Laredo Heat                 |
| P28   | Las Vegas Lights FC             | 2-0        | Cal FC                      |
| P29   | El Farolito                     | 0-1        | Fresno FC                   |
| P30   | Indy Eleven                     | 1-0        | Lansing Ignite FC           |
| P31   | North Carolina FC               | 4-1        | Richmond Kickers            |
| P32   | Louisville City FC              | 3-0        | Reading United AC           |
| P33   | Greenville Triumph SC           | 1-2        | Charleston Battery          |
| P34   | Memphis 901 FC                  | 3-1        | New York Red Bulls U-23     |
| P35   | Birmingham Legion FC            | 4-1        | West Chester United SC      |
| P36   | Des Moines Menace               | 1-1(1-3 p) | Saint Louis FC              |
| P37   | El Paso Locomotive FC           | 0-3        | Forward Madison FC          |
| P38   | Colorado Springs Switchbacks FC | 1-0        | FC Denver                   |
| P39   | Phoenix Rising FC               | 2-2(3-4 p) | New Mexico United           |
| P40   | Sacramento Republic FC          | 1-0        | Reno 1868 FC                |
| P41   | Orange County SC                | 2-2(3-5 p) | Orange County FC            |

## Terceiro Round
O terceiro round aconteceu nos dias 28 e 29 de maio. Com 11 jogos entre os times campeões do segundo round. Os duelos foram definidos a partir da distância geográfica dos times.
| Chave | Equipe 1                        | Total      | Equipe 2                |
| ----- | ------------------------------- | ---------- | ----------------------- |
| P42   | OKC Energy FC                   | 4-3        | Tampa Bay Rowdies       |
| P43   | North Carolina FC               | 1-0        | Florida Soccer Soldiers |
| P44   | Pittsburgh Riverhounds SC       | 1-0        | Indy Eleven             |
| P45   | Louisville City FC              | 1-0        | Birmingham Legion FC    |
| P46   | Saint Louis FC                  | 3-1        | Forward Madison FC      |
| P47   | Memphis 901 FC                  | 4-0        | Hartford Athletic       |
| P48   | Nashville SC                    | 1-1(0-3 p) | Charleston Battery      |
| P49   | Austin Bold FC                  | 4-2        | San Antonio FC          |
| P50   | Colorado Springs Switchbacks FC | 1-2        | New Mexico United       |
| P51   | Sacramento Republic FC          | 1–0        | Fresno FC               |
| P52   | Las Vegas Lights FC             | 3-5        | Orange County SC        |

## Quarto Round
O quarto round da competição aconteceu nos dias 11 e 12 de junho. Com 16 jogos entres os 11 times campeões do terceiro round e os 21 clubes MLS. Os times foram divididos em 8 grupos de acordo com a distância geográfica, e a partir desses grupos foram sorteados os duelos. Cada grupo tinha 1 ou 2 times vindos do terceiro round.
| Chave | Equipe 1             | Total      | Equipe 2                  |
| ----- | -------------------- | ---------- | ------------------------- |
| P53   | Columbus Crew SC     | 1-0        | Pittsburgh Riverhounds SC |
| P54   | New York Red Bulls   | 2-3(pro)   | New England Revolution    |
| P55   | Houston Dynamo       | 3-2        | Austin Bold FC            |
| P56   | Saint Louis FC       | 2-1        | Chicago Fire              |
| P57   | Real Salt Lake       | 0-3        | Los Angeles FC            |
| P58   | San Jose Earthquakes | 4-3        | Sacramento Republic FC    |
| P59   | D.C. United          | 2-1(pro)   | Philadelphia Union        |
| P60   | New York City FC     | 4-0        | North Carolina FC         |
| P61   | FC Cincinnati        | 2-1(pro)   | Louisville City FC        |
| P62   | Minnesota United     | 4-1        | Sporting Kansas City      |
| P63   | FC Dallas            | 4-0        | OKC Energy FC             |
| P64   | Memphis 901 FC       | 1-3        | Orlando City SC           |
| P65   | Colorado Rapids      | 2-2(2-4 p) | New Mexico United         |
| P66   | LA Galaxy            | 3-0        | Orange County SC          |
| P67   | Seattle Sounders FC  | 1-2        | Portland Timbers          |
| P68   | Atlanta United FC    | 3-1(pro)   | Charleston Battery        |

## Fase Final
Para a fase final, os campeões do quarto round foram dividos em 4 grupos de acordo com a distância geográfica. Os duelos foram sorteados a partir desses grupos. Esse sorteio serviu até o final do campeoanato.
|  | Oitavas de final       | Oitavas de final  |      |                   | Quartas de final | Quartas de final |  |                  | Semifinais | Semifinais |  |                   | Final | Final |
|  |                        |                   |      |                   |                  |                  |  |                  |            |            |  |                   |       |       |
|  | Orlando City SC        | 2                 |      |                   |                  |                  |  |                  |            |            |  |                   |       |       |
|  | New England Revolution | 1                 |      |                   |                  |                  |  |                  |            |            |  |                   |       |       |
|  | New England Revolution | 1                 |      | Orlando City SC   | 1(5)             |                  |  |                  |            |            |  |                   |       |       |
|  |                        |                   |      | Orlando City SC   | 1(5)             |                  |  |                  |            |            |  |                   |       |       |
|  |                        | New York City FC  | 1(4) |                   |                  |                  |  |                  |            |            |  |                   |       |       |
|  | D.C. United            | New York City FC  | 1(4) | 1                 |                  |                  |  |                  |            |            |  |                   |       |       |
|  | D.C. United            |                   |      | 1                 |                  |                  |  |                  |            |            |  |                   |       |       |
|  | New York City FC       | 2                 |      |                   |                  |                  |  |                  |            |            |  |                   |       |       |
|  | New York City FC       | 2                 |      |                   |                  |                  |  | Orlando City SC  | 0          |            |  |                   |       |       |
|  |                        |                   |      |                   |                  |                  |  | Orlando City SC  | 0          |            |  |                   |       |       |
|  |                        | Atlanta United FC | 2    |                   |                  |                  |  |                  |            |            |  |                   |       |       |
|  | Columbus Crew SC       | Atlanta United FC | 2    | 2                 |                  |                  |  |                  |            |            |  |                   |       |       |
|  | Columbus Crew SC       |                   |      | 2                 |                  |                  |  |                  |            |            |  |                   |       |       |
|  | Atlanta United FC      | 3                 |      |                   |                  |                  |  |                  |            |            |  |                   |       |       |
|  | Atlanta United FC      | 3                 |      | Atlanta United FC | 2                |                  |  |                  |            |            |  |                   |       |       |
|  |                        |                   |      | Atlanta United FC | 2                |                  |  |                  |            |            |  |                   |       |       |
|  |                        | Saint Louis FC    | 0    |                   |                  |                  |  |                  |            |            |  |                   |       |       |
|  | Saint Louis FC         | Saint Louis FC    | 0    | 1                 |                  |                  |  |                  |            |            |  |                   |       |       |
|  | Saint Louis FC         |                   |      | 1                 |                  |                  |  |                  |            |            |  |                   |       |       |
|  | FC Cincinnati          | 0                 |      |                   |                  |                  |  |                  |            |            |  |                   |       |       |
|  | FC Cincinnati          | 0                 |      |                   |                  |                  |  |                  |            |            |  | Atlanta United FC | 2     |       |
|  |                        |                   |      |                   |                  |                  |  |                  |            |            |  | Atlanta United FC | 2     |       |
|  |                        | Minnesota United  | 1    |                   |                  |                  |  |                  |            |            |  |                   |       |       |
|  | Houston Dynamo         | Minnesota United  | 1    | 2                 |                  |                  |  |                  |            |            |  |                   |       |       |
|  | Houston Dynamo         |                   |      | 2                 |                  |                  |  |                  |            |            |  |                   |       |       |
|  | Minnesota United       | 3                 |      |                   |                  |                  |  |                  |            |            |  |                   |       |       |
|  | Minnesota United       | 3                 |      | Minnesota United  | 6                |                  |  |                  |            |            |  |                   |       |       |
|  |                        |                   |      | Minnesota United  | 6                |                  |  |                  |            |            |  |                   |       |       |
|  |                        | New Mexico United | 1    |                   |                  |                  |  |                  |            |            |  |                   |       |       |
|  | FC Dallas              | New Mexico United | 1    | 1                 |                  |                  |  |                  |            |            |  |                   |       |       |
|  | FC Dallas              |                   |      | 1                 |                  |                  |  |                  |            |            |  |                   |       |       |
|  | New Mexico United      | 2                 |      |                   |                  |                  |  |                  |            |            |  |                   |       |       |
|  | New Mexico United      | 2                 |      |                   |                  |                  |  | Minnesota United | 2          |            |  |                   |       |       |
|  |                        |                   |      |                   |                  |                  |  | Minnesota United | 2          |            |  |                   |       |       |
|  |                        | Portland Timbers  | 1    |                   |                  |                  |  |                  |            |            |  |                   |       |       |
|  | Los Angeles FC         | Portland Timbers  | 1    | 3                 |                  |                  |  |                  |            |            |  |                   |       |       |
|  | Los Angeles FC         |                   |      | 3                 |                  |                  |  |                  |            |            |  |                   |       |       |
|  | San Jose Earthquakes   | 1                 |      |                   |                  |                  |  |                  |            |            |  |                   |       |       |
|  | San Jose Earthquakes   | 1                 |      | Los Angeles FC    | 0                |                  |  |                  |            |            |  |                   |       |       |
|  |                        |                   |      | Los Angeles FC    | 0                |                  |  |                  |            |            |  |                   |       |       |
|  |                        | Portland Timbers  | 1    |                   |                  |                  |  |                  |            |            |  |                   |       |       |
|  | Portland Timbers       | Portland Timbers  | 1    | 4                 |                  |                  |  |                  |            |            |  |                   |       |       |
|  | Portland Timbers       |                   |      | 4                 |                  |                  |  |                  |            |            |  |                   |       |       |
|  | LA Galaxy              | 0                 |      |                   |                  |                  |  |                  |            |            |  |                   |       |       |

### Oitavas de Final
| 19 de junho Leste | Orlando City SC            | 2 – 1  | New England Revolution | Exploria Stadium, Orlando   |  |
| 19:30             | Michel 96' · Akindele 101' | Súmula | 117' Rennicks          | Árbitro: Marcos de Oliveira |  |

| 19 de junho Leste | D.C. United | 1 – 2  | New York City FC                 | Audi Field, Washington, D.C.      |  |
| 19:00             | Rooney 32'  | Súmula | 38' Mitriță · 41' Tajouri-Shradi | Público: 0 Árbitro: Fotis Bazakos |  |

| 18 de junho Centro-Leste | Columbus Crew SC      | 2 – 3  | Atlanta United FC              | Mapfre Stadium, Columbus               |  |
| 19:00                    | Accam 40' · Guzan 71' | Súmula | 5', 65' Vazquez · 14' Robinson | Público: 8 659 Árbitro: Guido Gonzalez |  |

| 19 de junho Centro-Leste | Saint Louis FC | 1 – 0  | FC Cincinnati | World Wide Technology Soccer Park, St. Louis |  |
| 19:30                    | Fink 90+3'     | Súmula |               | Público: 4,033 Árbitro: Michael Radchuk      |  |

| 18 de junho Centro-Oeste | Houston Dynamo         | 2 – 3  | Minnesota United             | BBVA Stadium, Houston                 |  |
| 18:00                    | Peña 9' · Martínez 37' | Súmula | 66', 82' Quintero · 89' Toye | Público: 4 559 Árbitro: Farhad Dadkho |  |

| 19 de junho Centro-Oeste | FC Dallas    | 1 – 2  | New Mexico United         | Westcott Field, Dallas              |  |
| 19:00                    | Servania 41' | Súmula | 45' Frater · 64' Hamilton | Público: 1 424 Árbitro: Jon Freemon |  |

| 20 de junho Oeste | Los Angeles FC                      | 3 – 1  | San Jose Earthquakes | Banc of California Stadium, Los Angeles |  |
| 19:30             | Rossi 35' · Diomande 60' · Vela 66' | Súmula | 7' Qazaishvili       | Público: 14 028 Árbitro: Joe Dickerson  |  |

| 19 de junho Oeste | Portland Timbers                                       | 4 – 0  | LA Galaxy | Providence Park, Portland             |  |
| 20:00             | Kitchen 28' · Fernández 34' · Blanco 37' · Moreira 82' | Súmula |           | Público: 16 235 Árbitro: Victor Rivas |  |

### Quartas de Final
| 10 de julho Leste                                      | Orlando City SC | 1 – 1 (5 – 4 pen.)                                          | New York City FC | Exploria Stadium, Orlando            |  |
| 19:30                                                  | Mueller 61'     | Súmula                                                      | 90+6' Moralez    | Público: 7 227 Árbitro: Victor Rivas |  |
|                                                        |                 | Penalidades                                                 |                  |                                      |  |
| - Akindele - Smith - Dwyer - Johnson - Powers - Rosell |                 | - Ring - Castellanos - Tinnerholm - Parks - Medina - Chanot |                  |                                      |  |

| 10 de julho Centro-Leste | Atlanta United FC                         | 2 – 0  | Saint Louis FC | Fifth Third Bank Stadium, Kennesaw      |  |
| 19:30                    | G. Martínez 52' · J. Martínez 90+5' (pen) | Súmula |                | Público: 7 523 Árbitro: Rosendo Mendoza |  |

| 10 de julho Centro-Oeste | Minnesota United                                                 | 6 – 1  | New Mexico United | Allianz Field, St. Paul               |  |
| 19:00                    | Rodríguez 10', 18', 45' · Quintero 16' · Greguš 23' · Ibarra 62' | Súmula | 7' Moar           | Público: 12 401 Árbitro: Ramy Touchan |  |

| 10 de julho Oeste | Los Angeles FC | 0 – 1  | Portland Timbers | Banc of California Stadium, Los Angeles |  |
| 19:30             |                | Súmula | Ebobisse 84'     | Público: 18 947 Árbitro: Alan Kelly     |  |

### Semifinal
| 6 de agosto | Orlando City SC | 0 – 2  | Atlanta United FC        | Exploria Stadium, Orlando               |  |
| 19:30       |                 | Súmula | 37' Remedi · 78' Hyndman | Público: 18 461 Árbitro: Rubiel Vazquez |  |

| 7 de agosto | Minnesota United              | 2 – 1  | Portland Timbers | Allianz Field, St. Paul                |  |
| 19:00       | Quintero 22' (pen) · Toye 64' | Súmula | 45+2' Fernández  | Público: 15 073 Árbitro: Ismail Elfath |  |

### Final
| 27 de agosto | Atlanta United FC            | 2 – 1  | Minnesota United | Mercedes-Benz Stadium, Atlanta         |  |
| 20:00        | Gasper 10' · G. Martínez 16' | Súmula | 47' Lod          | Público: 35 709 Árbitro: Allen Chapman |  |

## Premiação
| Lamar Hunt U.S. Open Cup de 2019       |
| Geórgia (Estados Unidos)               |
| -------------------------------------- |
| Atlanta United FC Campeão (1.º título) |